# BCライオンズ

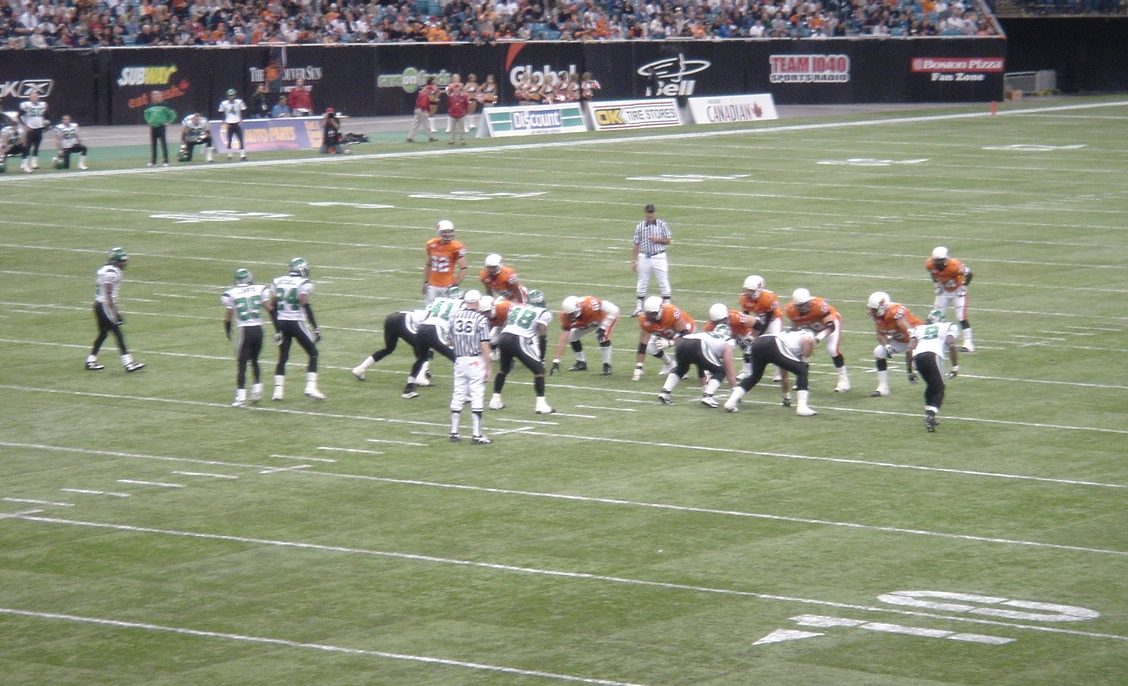
BCライオンズ vs. サスカチュワン・ラフライダーズの試合

BCライオンズ（ビーシー・ライオンズ、英: BC Lions）は、カナダのブリティッシュコロンビア州バンクーバーを本拠地とするカナディアンフットボールのプロチーム。CFLのウエスト・ディビジョン（西地区）に属する。
1954年に創設され、以降継続して現在までCFLに所属している。グレイ・カップ優勝歴は、通算6回。1983年より本拠地スタジアムをBCプレイスとしている。BCプレイスが改修工事を行なっていた2009年シーズンにはエンパイア・フィールドに本拠地を移していた。

## 過去の所属選手
- マック・スピーディー（英語版）
- ジョー・キャップ（英語版）
- マーク・ガスティノー（英語版）
- カール・ウェザース
- ダグ・フルーティ
- ダレン・フルーティ（英語版）
- トレント・グリーン（英語版）
- シェルトン・クォールズ
- フランク・アレキサンダー